# Inscripción de Iván Asen II

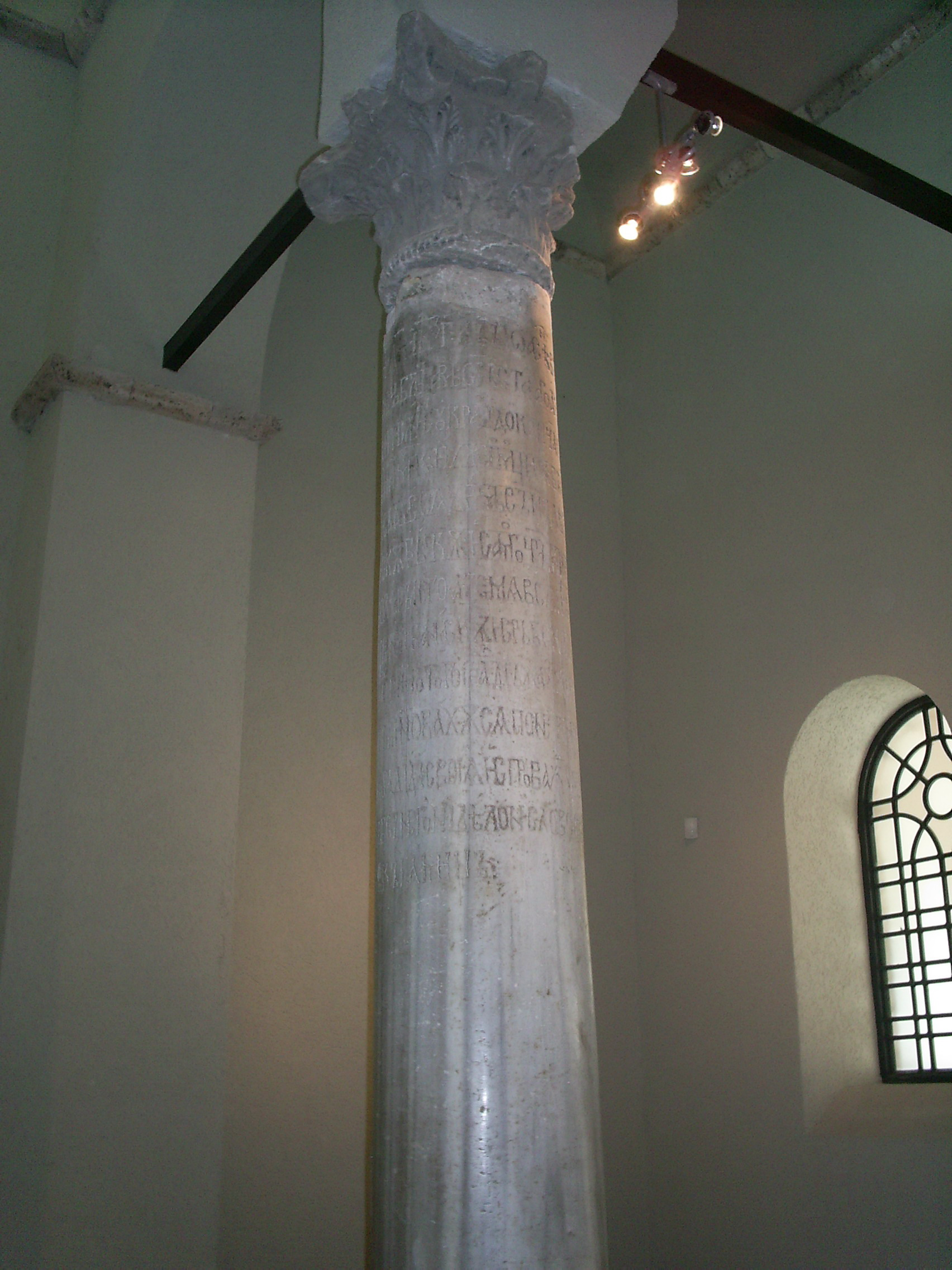
La columna de Iván Asen II, glorificando la victoria de los búlgaros en Klokotnitsa.

La inscripción de Iván Asen II en Tarnovo (en búlgaro: Търновски надпис на цар Иван Асен ІІ) es un antiguo monumento  epigráfico tallado en una de las columnas en la iglesia de los Cuarenta Mártires en Veliko Tarnovo.
La inscripción es conocida desde 1858, cuando el profesor Hristo Daskalov de Tryavna fue a la iglesia (mezquita en ese momento) e hizo una copia de la inscripción.
La inscripción en la iglesia de  los Cuarenta Mártires en Tarnovo es una de las principales fuentes sobre la situación política interna de Bulgaria en 1230, la batalla de Klokotnitsa, las conquistas del zar Iván Asen II sobre las tierras del Despotado de Epiro y la superioridad de Bulgaria sobre el Imperio latino.

## Texto
В(Ъ) ЛѢТО Ϛ•Ѱ•Л•И [6738; 1230 г.] ІНД(ИКТА) •Г• [3] АЗЪ ІѠ(АННЪ) АСѢНЬ ВЪ Х҃(РИСТА) Б҃(ОГ)А ВѢРНЫ ЦР҃Ь И САМОДРЪЖЕЦЪ БЛЪГАРОМЪ С(ЪІ)НЪ СТАРОГО АСѢНѢ ЦР҃Ѣ СЪЗДАХЪ ѠТЪ ЗАЧѦЛА И ПИСАНИЕМ(Ъ) ѸКРАСІХ(Ъ) ДО КОНЦА ПРѢЧ(Ь)СТНѪѪ СІѪ ЦРЬКѠВЬ ВЪ ИМѦ С(ВѦ)ТЪІХЪ •M• [40] М(Ѫ)Ч(Ь)Н(И)КЪ ИХЖЕ ПОМОЩИѪ ВЪ •И•В• [12] ЛѢТО Ц(А)Р(Ь)СТВА МОЕГО В(Ъ) ѤЖЕ ЛѢТО ПИСААШЕ СѦ ХРАМЪ СЪ ИЗЛѢЗОХ(Ъ) НА БРАНЬ ВЪ РѠМАНИѪ И РАЗБИХ(Ъ) ВОЇСКѪ ГРЪЦКѪ И САМОГО ЦРѢ КЮР(А) ѲОДОРА КОМНИНА ѨХ(Ъ) СЪ ВСѢМИ БОЛѢРЪ ѤГО А ЗЕМѦ ВСѦ ПРѢѦХЪ ѠТЪ ОДРИНА И ДО ДРАЧѢ ГРЬЦКѪ И ЕЩЕ ЖЕ АРБАНАСКѪ И СРЪБСКѪѪ ТЪКМО СѪЩЫМ(Ъ) ГРАДОВОМ(Ъ) ОКР(Ъ)СТЬ Ц(А)РѢГРАД(А) И САМОГО ТОГО ГРАДА ДРЬЖАХѪ ФРѪЗИ НЪ И ТИ ПОД(Ъ) РѪКѪ Ц(А)Р(Ь)СТВА МОЕГО ПОВИНОВАХѪ СѦ ПОНЕЖЕ ИНОГО ЦРѢ НЕ ИМѢХѪ РАЗВѢ МЕНЕ И МЪНОѨ РАДИ Д(Ь)НИ СВОѨ ИСПРОВАЖДАѦЩЕ БѢХѪ Б҃(ОГ)Ѹ ТАКО ПОВЕЛѢВЬШѸ ИБО БЕЗ(Ъ) НЕГО НИ ДѢЛО НИ СЛОВО СЪВРЬШАЕТЬСѦ ТОМѸ СЛАВА ВЪ ВѢКЪІ АМИНЪ.
«En el año 6738 (1230), tercera indicción. Juan Asen por la gracia de Dios Cristo verdadero zar y soberano de los búlgaros, hijo del antiguo zar Asen, erigió desde sus cimientos y decoró con arte esta santa iglesia en el nombre de los santos 40 mártires, de los que recibí ayuda en el año duodécimo de mi reinado, cuando este templo estaba siendo decorado. Hice la guerra en Bizancio y derroté al ejército griego y capturé a su zar, Teodoro Comneno, junto a todos sus boyardos. Y ocupé todas las tierras desde Odrin (Adrianópolis) hasta Drač (Dirraquio), las griegas y también las albanesas y serbias; y las ciudades alrededor de Constantinopla y todas aquellas ciudades gobernadas por los frizes (latinos), pero también ellos fueron subyugados por mi imperio, porque no tuvieron otro zar, pero por mi y gracias a mi ellos pasan sus días, porque Dios lo mandó, porque sin él ni un hecho, ni una palabra se produce. Gloria a Él para siempre, amén».